# 弗拉基米尔·伊万诺维奇·莫罗佐夫 (1952年)
弗拉基米尔·伊万诺维奇·莫罗佐夫（羅馬化：Vladimir Ivanovich Morozov；1952年7月19日—）
是一位苏联皮划艇运动员，曾在1970年代末参加比赛。1976年加拿大魁北克省蒙特利尔夏季奥运会，他在K-4 1000米比赛中获得金牌。